# (48650) Kazanuniversity
(48650) Kazanuniversity (1995 UX48) – planetoida z pasa głównego asteroid okrążająca Słońce w ciągu 3,44 lat w średniej odległości 2,28 j.a. Odkryta 17 października 1995 roku.